# Europaschutzgebiet Gadental

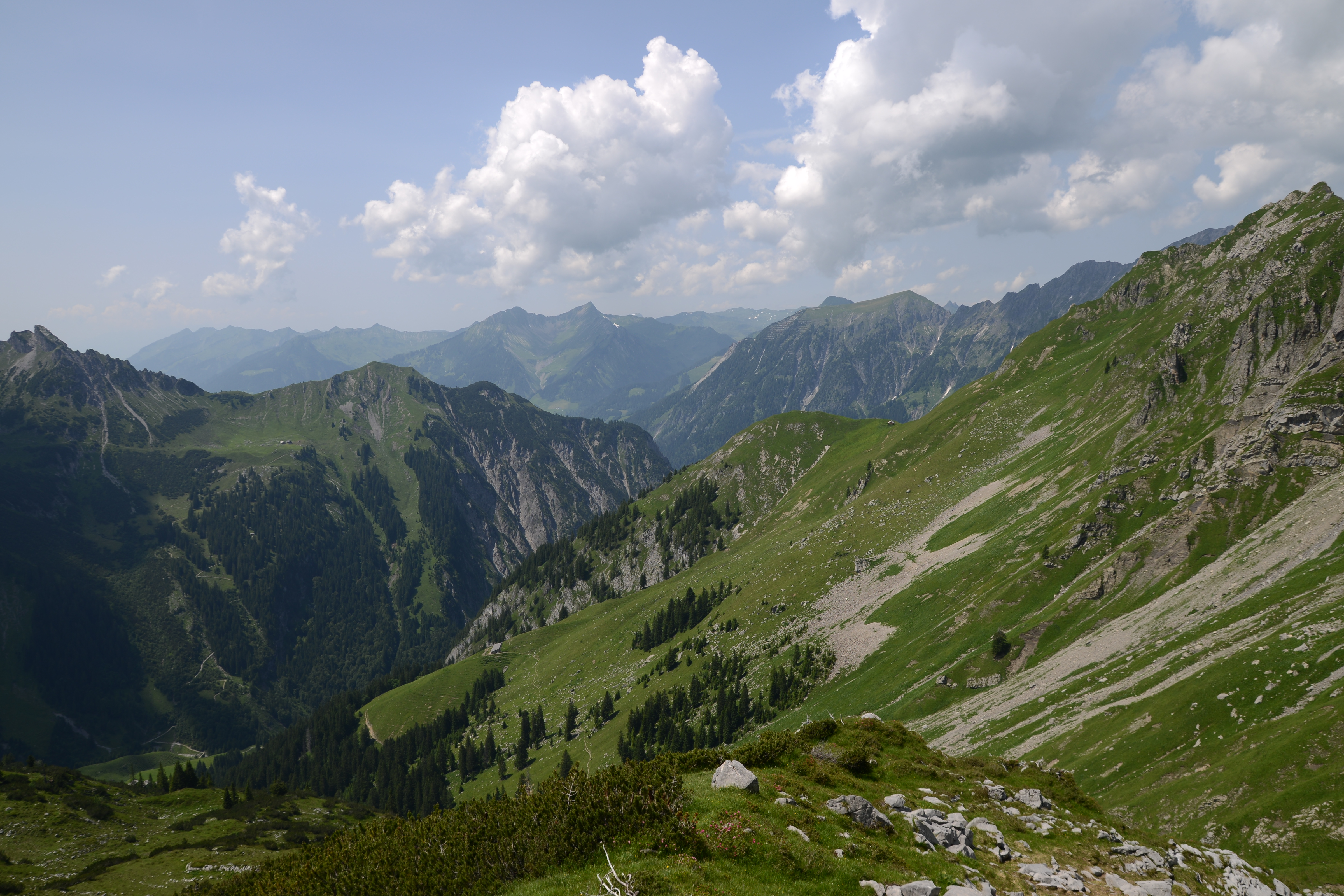
Gadental

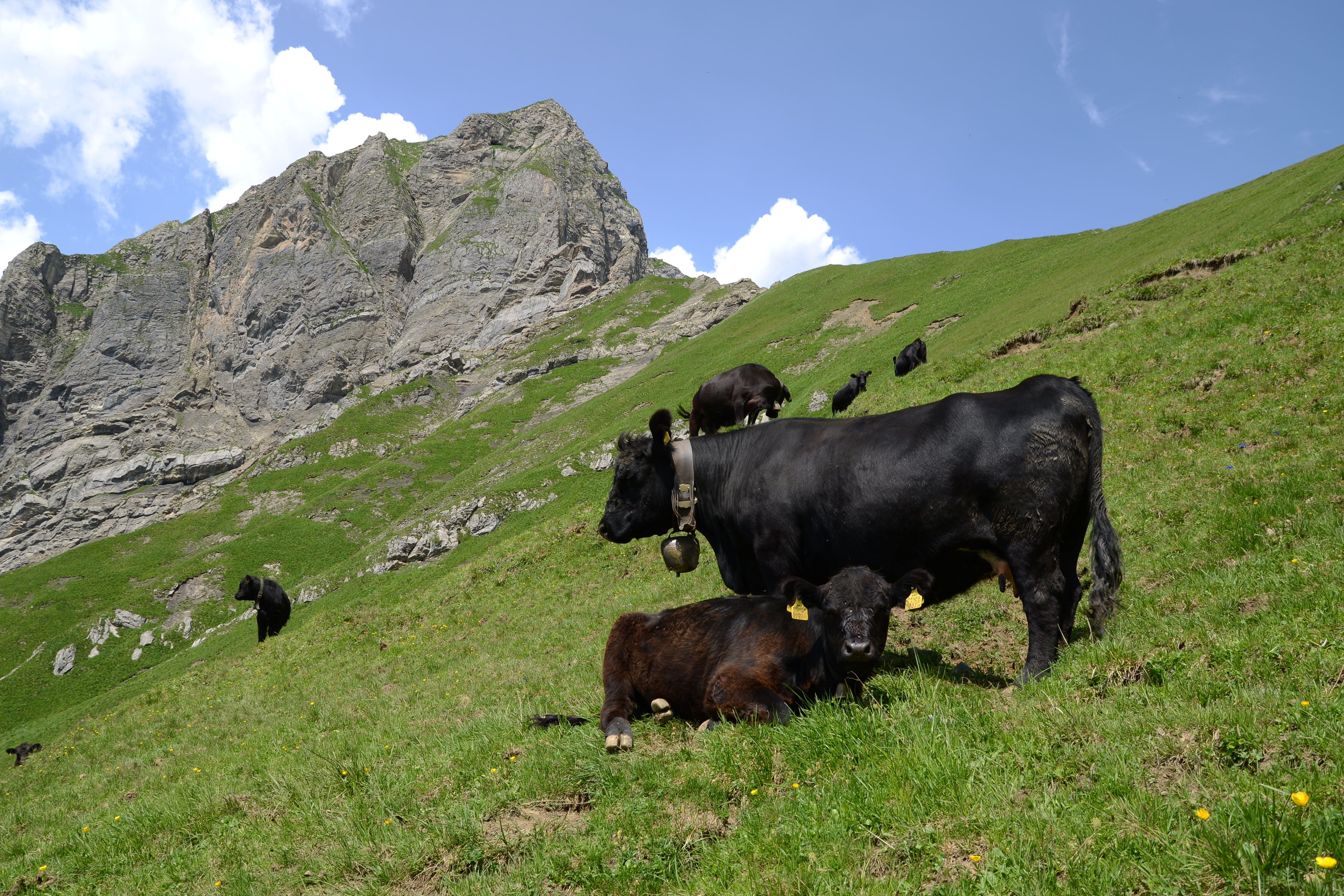
Aberdeen Angus im Gadental

Das Europaschutzgebiet Gadental (Natura-2000-Gebiete) liegt in der Gemeinde Sonntag in Vorarlberg, Österreich. Es umfasst Wald, insbesondere Bergkiefern (Spirken) und Niedermoore und Weiden. Die Bergkiefern gelten als „Überlebenskünstler“ und können auch wie hier vorliegend in sehr nährstoffarmen Gebieten wachsen aber auch in saurem Untergrund, wie in Hochmooren.
Zweck des Europaschutzgebietes Gadental ist der Schutz hier lebender gefährdeter wildlebender heimischer Pflanzen- und Tierarten und ihrer natürlichen Lebensräume.

## Rechtliche Grundlage
Das Gadental ist dreifach geschützt. Im großen Rahmen des Biosphärenpark Großes Walsertal, als Europaschutzgebiet (seit 2000) und als darin enthaltenes – etwas kleineres – Naturschutzgebiet (seit 1987).
Das Europaschutzgebiet Gadental wurde gemäß Vorarlberger Naturschutzverordnung als solches mit einem einfachen Landesgesetz ausgewiesen. Grundlage für die Unterschutzstellung ist die Flora-Fauna-Habitat-Richtlinie 92/43/EWG (FFH-Richtlinie) der Europäischen Union.

## Topografie
Das Gadental ist ein Seitental des Großen Walsertals auf dem Gemeindegebiet von Sonntag und hat in etwa die Form eines unregelmäßigen Trapezs. Es ist eine der sechs Kernzonen des Biosphärenpark Großes Walsertal. Das gesamte Gebiet liegt in einer Höhe von etwa 970 m ü. A. bis 2500 m ü. A. Es hat eine größte Länge von etwa 5,2 km (Nordwest-Südost) und eine Breite von etwa 5,5 km (Südwest-Nordost), Gesamt eine Fläche von etwa 1550 Hektar.
Südlich, noch im Schutzgebiet, befindet sich der Misthaufen (2436 m ü. A.) und die Schwarze Wand (2524 m ü. A.). Der Matonakopf (1854 m ü. A.) und die Bettlerspitze (2272 m ü. A.) liegen an der östliche Grenze des Schutzgebietes. Die Hirschenspitze bildet den südlichen Abschluss des Schutzgebietes (2501 m ü. A.).

## Schutzzweck und -umfang
Im Sinne der Flora-Fauna-Habitat-Richtlinie (Anhang I der FFH-Richtlinie) ist für dieses Schutzgebiet
- der Prioritärer Lebensraum
  - Buschvegetation mit Pinus mugo und Rhododendron hirsutum
  - montaner und subalpiner Pinus uncinata-Wald auf Gips- und Kalksubstrat
  - Kalktuffquellen
  - Schlucht- und Hangmischwälder Tilio-Acerion
- weiters
  - alpine und subalpine Kalkrasen
  - Kalk- und Kalkschieferschutt-Halden der montanen bis alpinen Stufe
  - feuchte Hochstaudenfluren der montanen bis alpinen Stufe
  - Kalkfelsen mit Felsspaltenvegetation
  - nicht touristisch erschlossene Höhlen
  - montane bis alpine bodensaure Fichtenwälder (Vaccinio-Piceetea)
  - Waldmeister-Buchenwald (Asperulo-Fagetum)
  - mitteleuropäischer subalpiner Buchenwald mit Ahorn und Rumex arifolius
  - Frauenschuh (Cypripedium calceolus)
  - kalkreiche Niedermoore

besonders zu schützen. Es wird in diesem Europaschutzgebiet auf eine forstwirtschaftliche Nutzung bewusst verzichtet. Dadurch sollen die naturnahen Wälder im Laufe der Zeit wieder zu echten Urwäldern werden.

## Nutzung und Verkehr
Das Europaschutzgebiet wird teilweise als Naherholungsgebiet genutzt. In geringem Umfang wird die Wasserkraft des Matonabachs genutzt, für die Energieversorgung von Bad Rothenbrunnen.
Es führt keine öffentliche Straße in das Schutzgebiet.